# Museo Andy Warhol
El Museo Andy Warhol está ubicado en North Shore de Pittsburgh, Pensilvania, en los Estados Unidos. Es el museo más grande de América del Norte dedicado a un solo artista. El museo tiene una extensa colección permanente de arte y archivos del ícono del arte pop nacido en Pittsburgh, Andy Warhol.
El Museo Andy Warhol es uno de los cuatro Museos Carnegie de Pittsburgh y es un proyecto de colaboración del Instituto Carnegie con la Fundación Dia Art y la Fundación Andy Warhol para las Artes Visuales (AWFVA).

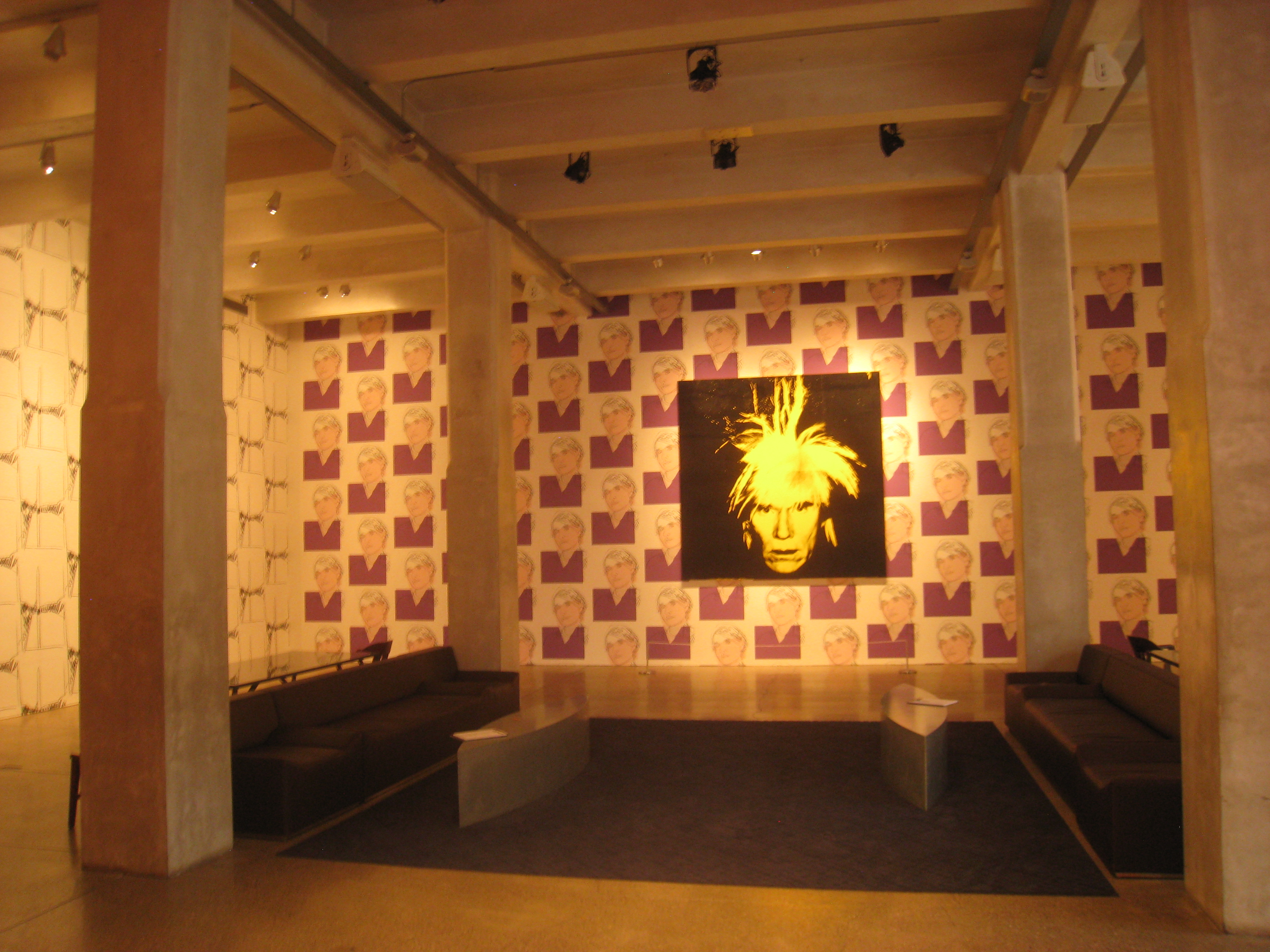
Exposición de autorretratos de Warhol en 2010

Está ubicado en un edificio de siete plantas con 88 000 pies cuadrados (8175,5 m²). Con 17 galerías, el museo presenta 900 pinturas, cerca de 2000 obras en papel, más de 1000 grabados, 77 esculturas, 4000 fotografías y más de 4350 películas de Warhol y obras grabadas en vídeo. El presupuesto operativo de 2010 fue de 6.1 millones de dólares. Además de su ubicación en Pittsburgh, el museo ha patrocinado 56 exhibiciones itinerantes que han atraído a cerca de nueve millones de visitantes en 153 lugares en todo el mundo desde 1996.

## Historia
Los planes para el museo se anunciaron en octubre de 1989, aproximadamente dos años y medio después de la muerte de Warhol. En el momento del anuncio, la AWFVA y la Dia Art Foundation donaron obras por un valor estimado de 80 millones de dólares. Thomas N. Armstrong III, quien había sido el director del Museo Whitney de Arte Estadounidense de 1974 a 1990, fue nombrado primer director del museo en 1993. Matt Wrbican se unió al personal del museo antes de su apertura, haciendo un inventario de las pertenencias de Warhol en Nueva York, y se convirtió en el archivero y experto en el trabajo de Warhol.
Para 1993, los 88 000 pies cuadrados (8175,5 m²) del almacén industrial y sus extensas renovaciones habían costado alrededor de 12 millones de dólares, y la AWFVA había donado más de 1000 obras de Warhol por valor de más de 55 millones de dólares, una donación que creció a unas 3000 obras.
Del 13 al 14 de mayo de 1994, el museo atrajo a unos 25 000 visitantes a su fin de semana inaugural. Armstrong, su director fundador, renunció nueve meses después de su apertura; en el momento de su renuncia, el museo había tenido "relaciones tensas" con la AWFVA y el Carnegie Institute, su patrocinador financiero, aunque The New York Times pudo encontrar a nadie involucrado que dijera si esa fricción jugó un papel en la renuncia de Armstrong.
El 1 de noviembre de 1997, la AWFVA donó todos los derechos de autor de películas y videos de Warhol al museo.
En 2013, se anunció que en Manhattan, en el desarrollo de Essex Crossing en el Lower East Side, se realizaría la construcción de un anexo al museo principal de Pittsburgh para 2017. Sin embargo, el museo anunció en marzo de 2015 que había abandonado sus planes de abrir el anexo de Nueva York.
En octubre de 2019, se informó que se había descubierto una cinta de audio de música inédita de Lou Reed, basada en el libro de Warhol de 1975, "The Philosophy of Andy Warhol: From A to B and Back Again", en un archivo del museo en Pittsburgh.